# Ottorino Respighi
Ottorino Respighi (9. juli 1879 i Bologna, Italien – 18. april 1936 i Rom, Italien) var en italiensk komponist.
I Italien huskes han som operakomponist, men i resten af verden stammer hans ry fra en række symfoniske digte og orkestersuiter.
Han er hovedsagelig kendt for Roms fontæner, Roms pinjer og Romerske fester, men skrev f.eks. også en symfoni.

## Udvalgte værker
- Symfoni "Sinfonia dramatica" (1914) - for orkester
- Roms fontæner (1916) (Symfonisk digtning) - for orkester
- Roms pinjer (1924) (Symfonisk digtning) - for orkester
- Romerske fester (1928) (Symfonisk digtning) - for orkester
- Fuglene (1928) - for orkester
- Klaverkoncert (1902) - for klaver og orkester
- Violinkoncert (1903) - for violin og orkester
- 3 Suiter Antiche danze ed arie (Gamle danse og arier) (1917, 1923, 1932) - for orkester
- Brasilianske impressioner (1928) - for orkester

1. ↑  Navnet er anført på engelsk og stammer fra Wikidata hvor navnet endnu ikke findes på dansk.
2. ↑  Navnet er anført på bokmål og stammer fra Wikidata hvor navnet endnu ikke findes på dansk.